# Dieren

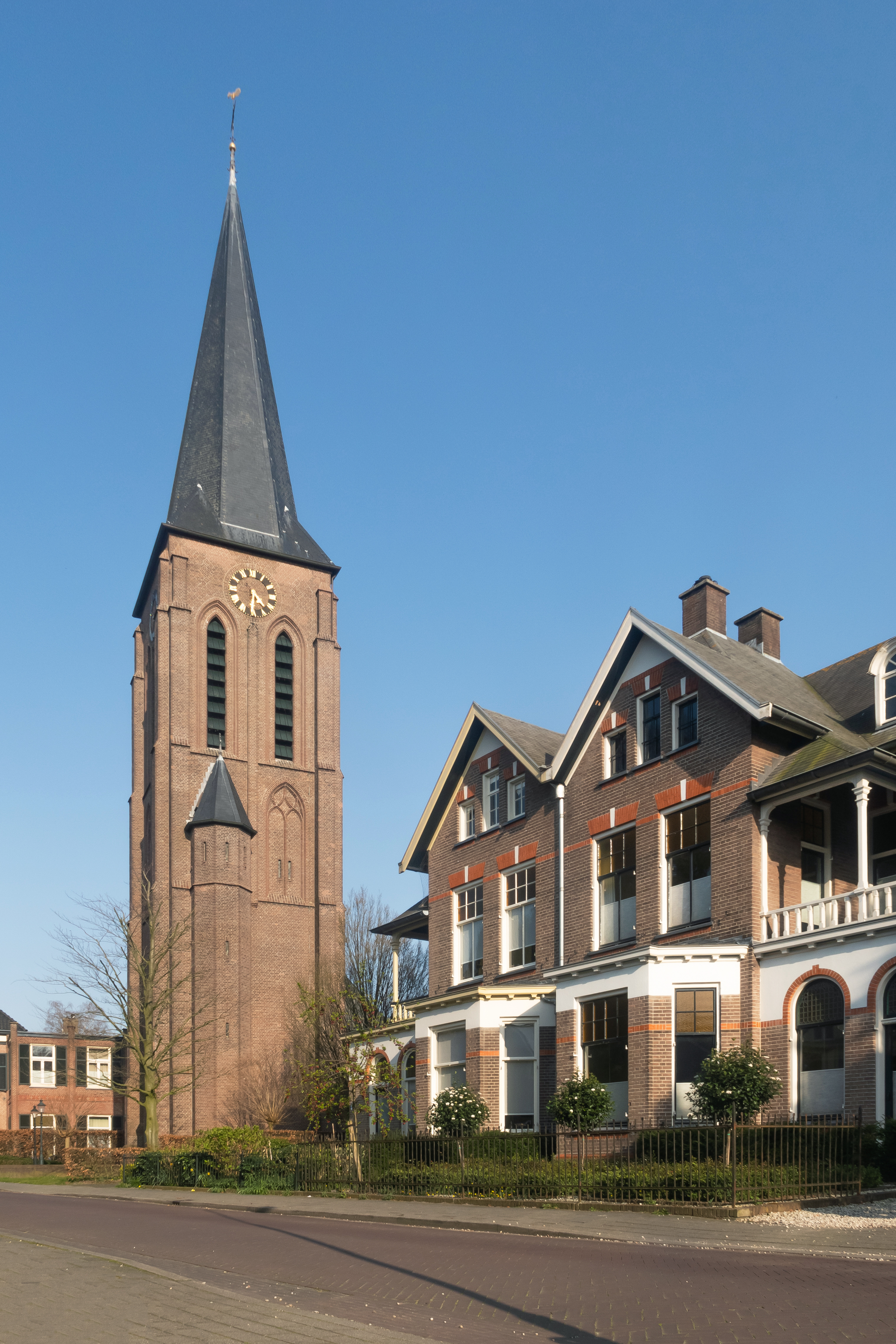
Le clocher de Dieren

Dieren est un village situé dans la commune néerlandaise de Rheden, dans la province de Gueldre. Le 1er janvier 2008, le village comptait 14 824 habitants.